# 宮本裕向
宮本 裕向（みやもと ゆうこう、1982年5月25日 - ）は、日本の男性プロレスラー。広島県佐伯郡吉和村（現：廿日市市）出身。血液型B型。

## 経歴
高校入学後、暴走族に入り、半年で100人いるチームの特攻隊長となる。高校2年の1999年11月、マスメディアによって全国に大きく報道された「1999年胡子講暴挙事件」で暴走族50チームの最前線に立ち、衝突した機動隊に捕まえられて検挙される。息子を引き取りに来た警察署で号泣する母親を見て暴走族引退を決意し、高校も退学となる。その後は鳶職として働いた。
高校1年時の正月に偶然テレビで放送されていた新日本プロレス東京ドーム大会の金本浩二の試合を観てプロレスにハマる。以降、金本に憧れプロレスラーを志すようになる。
WMFに所属した練習生時代には、マンモス佐々木がスパーリングのパートナーを務めた。2003年8月2日、徳島市立体育館大会のvs藤田峰雄戦でデビュー。WMFを退団後は666に移籍し、特攻服を身にまとう「ヤンキーキャラ」として大日本プロレス等、さまざまな団体に参戦。
666やDDTなどでは、木高イサミとのヤンキータッグ「ヤンキー二丁拳銃」として活動。
2005年には、ZERO1-MAX大森隆男率いる「アックスボンバーズ」に参加。
2006年6月4日、大日本桂スタジオ大会の「デスマッチファイター募集」に真っ先に名乗りを上げ、念願のデスマッチデビューを果たした。同年9月、リアルジャパンプロレス後楽園ホール大会での「掣圏真陰流トーナメント」で総合格闘技に初参戦し、初優勝の快挙を成し遂げた。
その後はisamiと共に、葛西純&沼澤邪鬼の「045邪猿気違's」が開校した「スクール・オブ・デス」に入学し、デスマッチのノウハウを学ぶ。

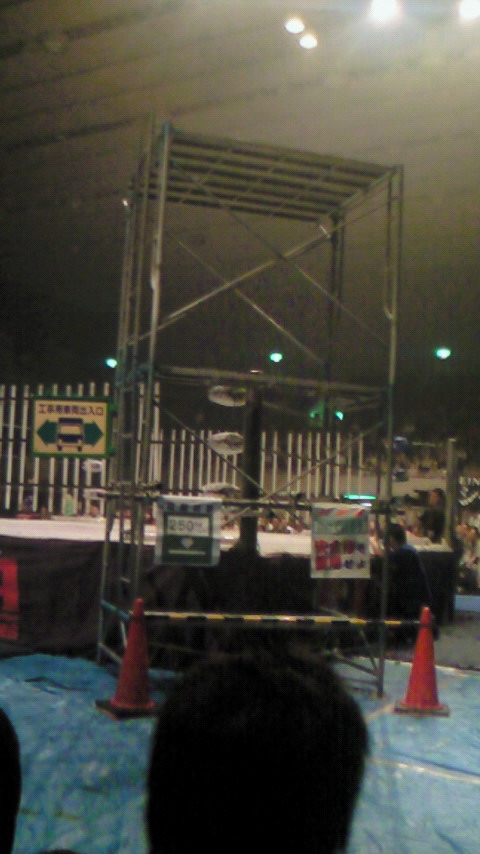
立体足場建築現場デスマッチ
（2009年7月12日 横浜文体）

2007年1月2日・2月26日の大日本・後楽園ホール大会において、メインの蛍光灯デスマッチで勝利したことにより、3月14日の大日本・後楽園ホール大会で佐々木貴の持つBJW認定デスマッチヘビー級王座への挑戦が決定。蛍光灯の他に出身地の広島で暴走族仲間だった鳶職人が当日、リングの外に設置する高さ5メートルの建築現場用足場を使う、「廣島 大治組プレゼンツ 高所作業につき立体足場建築現場デスマッチ 〜one night carnival〜」を提案。その試合において、佐々木貴とすさまじい死闘を繰り広げるも惜敗。しかしプロレス歴約3年半、デスマッチ歴約半年で著しい成長を遂げた宮本に、観客からは王者の佐々木貴より大きな声援と惜しみない拍手を送られた。そしてこの試合は、プロレス大賞ベストバウトにもノミネートされた。
その後、佐々木貴が邪猿気違'sから育成担当を引き継ぎ、更なる高みを目指して7月16日には桂スタジオ大会から「デスマッチ7番勝負」（後述）に挑戦。
2008年6月6日、同年5月19日に一般人女性と結婚していたことを発表した。
2008年12月19日、vsシャドウWX戦でBJW認定デスマッチヘビー級王座を奪還し、第24代デスマッチヘビー級王者となる。
2009年にはアメリカ合衆国のウエストバージニア州で行われた、IWAイーストコーストのデスマッチ選手権大会『マスターズ・オブ・ペイン』に初参戦。自身を含めて8名の選手らが参加したこの大会にあって、デボン・ムーアとダニー・ハボックを破って勝ち進んだ末に、遂には決勝戦でドレイク・ヤンガーを下してこの大会の第4代の覇者の座を獲得した。
2010年、入場曲「One Night Carnival」が氣志團公認のものとなる。
2013年は木高イサミとのヤンキー二丁拳銃で、大日本プロレスやDDTなどのタッグ戦線を大いに盛り上げた。
2014年6月15日、地元の広島大会で伊東竜二からBJW認定デスマッチヘビー級王座を奪取する。同年7月27日、ヤンキー二丁拳銃でWAVE認定タッグ王座を奪取する。
また新宿二丁目プロレスでは宮本リンチ名義でハードSのキャラとしても活動。
2015年7月15日、池袋駅の北口付近で知人と待ち合わせ中に痴漢とその被害者の女性に遭遇。周辺にいた男性2人が痴漢を取り押さえようとしたが、大柄で激しく抵抗されたため、2人の代わりに取り押さえて警察へ引き渡した。
11月15日、全日本プロレスに存在する日本最古のベルト、アジアタッグ王座王者決定戦を行い、ヤンキー二丁拳銃として第98代王者となる。
2018年2月2日、拳王の保持するGHCヘビー級王座に挑戦するも敗れた。
12月24日、666新木場大会にて怨霊に勝利し、初代無秩序無差別級王者となる。
2021年1月9日、666新宿FACE大会で開催された「新春タッグトーナメント」にて阿部史典と「新生ヒダカヤ」を結成。同ユニットにはのちに遠藤マメも加入。

## ヤンキー7番勝負
- 第1戦…7月16日桂スタジオ
  - ノーロープ有刺鉄線・蛍光灯デスマッチ
vs "黒天使"沼澤邪鬼
- 第2戦…8月12日大阪府鶴見緑地花博記念公園水の館付属展示場
  - ファイヤーデスマッチ
vs アブドーラ小林
- 第3戦…9月9日桂スタジオ
  - 使用選手指定観客凶器持ち込みデスマッチ
vs 伊東竜二
- 第4戦…10月7日博多スターレーン
  - ランダムボックス&チェーンデスマッチ
vs 葛西純
- 第5戦…10月28日札幌テイセンホール
  - 有刺鉄線スパイダーネットデスマッチ
vs 金村キンタロー
- 第6戦…11月11日桂スタジオ
  - 月光闇撃ちデスマッチ
vs シャドウWX
- 第7戦…12月14日横浜文化体育館
  - ガラス特攻+αデスマッチ～Subversive Activities～
vs 佐々木貴
- 番外 第8戦…2009年9月28日後楽園ホール
  - 鉄檻＆蛍光灯＆ラダーデスマッチ
vs 木高イサミ

## 得意技
- ムーンサルトプレス（with蛍光灯）（立体足場からも）
- ヴァルキリースプラッシュ
- ファイアーサンダー
- ハンドスプリング・エルボー
- ヤンキードライバー
  - リストクラッチしたコブラツイストから持ち上げ頭から横に落とす
  - 開脚式で前に落とす場合「ヤンキードライバー改」という名称になる
- 串刺しダブルニーバット(with蛍光灯)
- 串刺し低空ドロップキック
- 雪崩式フランケンシュタイナー
- ジャーマン・スープレックス・ホールド
- マヤ式ジャーマン・スープレックス・ホールド
- ミサイルキック
- トペ・コン・ヒーロ
- ニールキック
- 豹魔殺し
  - カウンター式フロント・スープレックス
- ダイビングブレーンチョップ
  - アブドーラ小林の欠場時に受け継いだ技だが小林の復帰後も使用中。会場や地名の名前をトップロープで言った後に「愛してまーす」と言い決める。
- 卍コブラ
  - コブラツイストから余った右脚を相手の腰に掛け、絞り上げるオリジナル技[1]。2011年10月2日、ドイツで伊東竜二相手に初披露[1]。

## タイトル歴
暗黒プロレス組織666
- 666認定無秩序無差別級王座（初代、第6代）
- 666認定きかんしゃ級王座（第3代 w/ K666）

ダブプロレス
- DOVE世界ヘビー級王座（初代）

大日本プロレス
- BJW認定デスマッチヘビー級王座（第24代、第30代、第44代）
- BJW認定タッグ王座（第34代、第38代、第46代）（パートナーは木高イサミ）
- 横浜ショッピングストリート6人タッグ王座（第22代、第24代、第32代）（パートナーはアブドーラ小林、"黒天使"沼澤邪鬼→伊東竜二、"黒天使"沼澤邪鬼→伊東竜二、佐々木貴）
- 大日本最侠タッグリーグ戦優勝（2012年、2013年、2014年）（パートナーは木高イサミ）

CZW
- CZWウルトラバイオレントアンダーグラウンド王座（第15代）

DDTプロレスリング
- DDT EXTREME級王座（第18代、第40代）
- KO-Dタッグ王座（第48代、第56代）（パートナーは木高イサミ→HARASHIMA）
- アイアンマンヘビーメタル級王座（183回戴冠）

SGP
- SGP認定グローバルジュニアヘビー級王座（第11代）

アイスリボン
- ヤングリボン認定ミックスタッグ王座（第2代）（パートナーは世羅りさ）

プロレスリングWAVE
- WAVE認定タッグ王座（第10代）（パートナーは木高イサミ）

全日本プロレス
- GAORA TV チャンピオンシップ（第28代）
- アジアタッグ王座（第98代、第109代）（パートナーは木高イサミ）

超花火プロレス
- 爆破王（第8代）

プロレスリングZERO1
- NWAインターコンチネンタルタッグ王座（第41代）（パートナーは竹田誠志）
- 火祭り優勝（2018年）

東京愚連隊
- 東京インターコンチネンタルタッグ王座（第8代）（パートナーは木高イサミ）

年越しプロレス
- 天下統一!三団体最強タッグ決定トーナメント優勝 （2014年）（パートナーは木高イサミ）
- 年忘れ!シャッフルタッグトーナメント優勝（2018年）（パートナーは竹下幸之介）

日本インディー大賞
- ベストバウト（2007年）
- ベストユニット賞（2013年）

## 入場曲
- 「One Night Carnival」（氣志團）

## 映画出演
- 平成トンパチ野郎〜男はツラだよ〜（2009年）（マジカル / グラッソ）